# IC 1957
IC 1957 је спирална галаксија у сазвјежђу Часовник која се налази на листи објеката дубоког неба у Индекс каталогу.
Деклинација објекта је - 52° 27' 25" а ректасцензија 3h 32m 13,4s. Привидна величина (магнитуда) објекта IC 1957 износи 15,7 а фотографска магнитуда 16,5. IC 1957 је још познат и под ознакама ESO 155-48, FGCE 332, DRCG 45-124, PGC 13120.